# Elecciones generales de las Islas Feroe de 1924
Elecciones generales tuvieron lugar en las Islas Feroe el 22 de enero de 1924. El resultado fue una victoria para el Partido Unionista, el cual obtuvo 13 de los 23 escaños del Løgting.

## Resultados
| Partido                   | Votos | %     | Escaños | +/–   |
| ------------------------- | ----- | ----- | ------- | ----- |
| Partido Unionista         | 3 676 | 58,68 | 13      | +3    |
| Partido del Autogobierno  | 2 450 | 39,11 | 10      | 0     |
| Independientes            | 139   | 2.22  | 0       | Nuevo |
| Total                     | 6 265 | 100   | 23      | +3    |
| Fuente: Election Passport |       |       |         |       |